# Cobra-rei-marrom
A cobra-rei-marrom (Pseudechis australis) é uma espécie de cobra altamente venenosa da família Elapidae, nativa do norte, oeste e centro da Austrália.

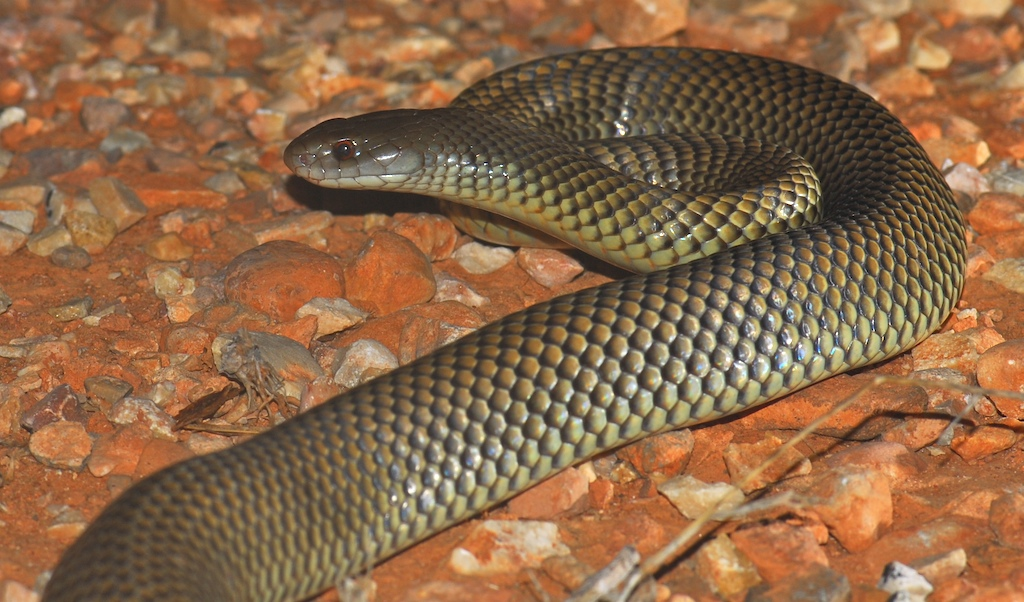
Cobra-rei-marrom

Apesar do seu nome comum, é um membro do gênero Pseudechis (cobras pretas) e apenas remotamente relacionada às verdadeiras cobras marrons.